# آلفردو کسادا
آلفردو کِسادا (اسپانیایی: Alfredo Quesada‎؛ زادهٔ ۲۲ سپتامبر ۱۹۴۹) بازیکن فوتبال اهل پرو بود.
از باشگاه‌هایی که در آن بازی کرده‌است می‌توان به باشگاه فوتبال اسپورتینگ کریستال اشاره کرد.
وی همچنین در تیم ملی فوتبال پرو بازی کرده‌است.